# Get Away
«Get Away» es el tercer sencillo del álbum homónimo de Christina Milian, junto al rapero Ja Rule, lanzado en 2002. 
El sencillo no tuvo una salida oficial, pero a pesar de eso tuvo un videoclip dirigido por Little X, y el tema no tuvo ningún lugar en alguna lista de éxitos en Estados Unidos ni en el extranjero.

## Video musical
En el videoclip de Get Away, Milian y Ja Rule se encuentran en París. Ellos se consiguen en varias áreas de la ciudad cantando que quisieran salir juntos, pero no pueden ya que ella tiene pareja. 
El video inicia con Milian cantando en una limusina sentada al lado de su novio, y ella viendo la ciudad por la ventana. Luego ella y su novio pasean por los jardines del Palacio de Versailles, su novio se encuentra hablando por teléfono y al parecer no le presta mucha atención a Milian. Luego Milian y Ja Rule están cantando y al fondo se ve una pared blanca, ambos ocultan su rostro para no ser descubiertos ella con un sombrero y el con una capucha. 
El próximo escenario es un corto breve de Ja Rule mirando la torre Eiffel sobre un puente. El siguiente escenario es cuando Milian sube unas escaleras con sus amigas y ve a Ja Rule con un amigo y ambos se intercambian miradas, ella y sus amigas continúan su camino pero Ja Rule le sonríe a Milian. 
Luego en la noche Milian encuentra a Ja Rule en el mismo puente que lo vio la primera vez, desde el puente pueden observar la Torre Eiffel. El video finaliza con Ja Rule y Milian bailando en un club nocturno.